# Abyssocladia
Genre
Abyssocladia est un genre d'éponges de la famille Cladorhizidae. Les espèces de ce genre sont marines.

## Liste d'espèces
Selon World Register of Marine Species (22 juin 2020) :
- Abyssocladia annae Ekins, Erpenbeck & Hooper, 2020
- Abyssocladia atlantica Lopes & Hajdu, 2014
- Abyssocladia boletiphora Hestetun, Rapp & Xavier, 2017
- Abyssocladia bruuni Lévi, 1964
- Abyssocladia carcharias Kelly & Vacelet, 2011
- Abyssocladia claviformis Koltun, 1970
- Abyssocladia corniculiphora Hestetun, Rapp & Xavier, 2017
- Abyssocladia desmophora (Hooper & Lévi, 1989)
- Abyssocladia diegoramirezensis Lopes, Bravo & Hajdu, 2011
- Abyssocladia dominalba Vacelet, 2006
- Abyssocladia escheri Ekins, Erpenbeck & Hooper, 2020
- Abyssocladia faranauti Hestetun, Fourt, Vacelet, Boury-Esnault & Rapp, 2015
- Abyssocladia flagrum (Lehnert, Stone & Heimler, 2006)
- Abyssocladia fryerae Hestetun, Rapp & Pomponi, 2019
- Abyssocladia gliscofila Ekins, Erpenbeck & Hooper, 2020
- Abyssocladia hemiradiata Hestetun, Rapp & Xavier, 2017
- Abyssocladia huitzilopochtli Vacelet, 2006
- Abyssocladia inflata Vacelet, 2006
- Abyssocladia kanaconi Vacelet, 2020
- Abyssocladia kellyae Hestetun, Rapp & Pomponi, 2019
- Abyssocladia koltuni (Ereskovsky & Willenz, 2007)
- Abyssocladia lakwollii Vacelet & Kelly, 2014
- Abyssocladia leverhulmei Goodwin, Berman, Downey & Hendry, 2017
- Abyssocladia marianensis Hestetun, Rapp & Pomponi, 2019
- Abyssocladia microstrongylata Vacelet, 2020
- Abyssocladia mucronata Vacelet, 2020
- Abyssocladia myojinensis Ise & Vacelet, 2010
- Abyssocladia natushimae Ise & Vacelet, 2010
- Abyssocladia naudur Vacelet, 2006
- Abyssocladia oxeata Koltun, 1970
- Abyssocladia polycephalus Hestetun, Pomponi & Rapp, 2016
- Abyssocladia stegosaurensis Hestetun, Rapp & Pomponi, 2019
- Abyssocladia symmetrica (Ridley & Dendy, 1886)
- Abyssocladia tecta Hestetun, Fourt, Vacelet, Boury-Esnault & Rapp, 2015
- Abyssocladia umbellata Lopes, Bravo & Hajdu, 2011
- Abyssocladia vaceleti Ríos & Cristobo, 2018
- Abyssocladia villosa Hestetun, Rapp & Pomponi, 2019